# گرند کنیون (فیلم ۱۹۵۸)
گرند کنیون (انگلیسی: Grand Canyon) فیلمی در ژانر مستند به کارگردانی جیمز آلگار است که در سال ۱۹۵۸ منتشر شد.